# Phosphate de magnésium
Le terme phosphate de magnésium est le nom générique pour les sels inorganiques de magnésium issus de l'acide phosphorique. Leur formule est :
- le dihydrogénophosphate de magnésium (Mg(H2PO4)2) ;
- l'hydrogénophosphate de magnésium (MgHPO4) ;
- le phosphate de magnésium (proprement dit) ou phosphate de trimagnésium (Mg3(PO4)2)[4].

Ils incorporent éventuellement des molécules d'eau de cristallisation ; par exemple, le phosphate de magnésium tribasique (Mg3(PO4)2⋅nH2O) peut contenir 4, 5 ou 8 molécules d'eau. La bobierrite (it) est la forme minérale naturelle du phosphate de magnésium octahydraté.
L'hydrogénophosphate de magnésium trihydraté se présente sous la forme d'une poudre blanche cristalline. La newbéryite est sa forme minérale naturelle.
Les phosphates de magnésium entrent dans la composition du tissu osseux.

## Utilisation
Les phosphates de magnésium sont des additifs alimentaires (numéro E343), listés comme régulateurs de pH et anti-agglomérants. La dose journalière admissible (DJA) est de 70 mg·kg-1 de masse corporelle.